# Лобня (станція)
Лобня (рос. Лобня) — вузлова залізнична станція Савеловського напрямку Московської залізниці та маршруту МЦД-1 в однойменному місті Московської області. Входить до складу Московсько-Смоленського центру організації роботи залізничних станцій ДЦС-3 Московської дирекції управління рухом. За основним характером роботи є вантажною, за обсягом роботи віднесена до 1 класу.
Дві платформи, призначені для електропоїздів Савеловського напрямку, сполучені з виходами в місто критим пішохідним мостом (у 2014 р проведено ремонт обох платформ із заміною асфальту на бруківку), турнікетами не обладнані; третя, призначена для експресу «Москва — Лобня», має вихід в місто через турнікетний павільйон. Нова двоповерхова будівля адміністрації станції побудовано в 1998 р. з червоної цегли на місці розібраної дерев'яної. Старий дерев'яний вокзал, що знаходився на стороні озера Кіово, згорів в одну з зим в 1990-х рр., Трохи далі від нього був збудовано червоноцегляний касовий павільйон на два вікна, а на протилежній — міський стороні, на першому поверсі торгового комплексу «Надія» розташований касовий павільйон на 3 вікна. З 2012 року на станції встановлено та введено в експлуатацію термінали самообслуговування.
Під єдиним керівництвом начальника станції Лобня з 2008 року знаходиться також станція Аеропорт Шереметьєво.

## Колійний розвиток і напрямки руху
Станція Лобня має 28 під'їзних колій (з них 16 основних), 4 колії для пропуску електропоїздів і поїздів далекого прямування, одна колія для експреса Москва-Лобня.
Станція вузлова, тому що в межах станції також знаходиться відгалуження від головного ходу на  Аеропорт Шереметьєво, що знаходиться на південь від основної частини станції, біля платформи Шереметьєвська. Сама платформа також частково знаходиться в межах станції (східна платформа, тому що вхідний світлофор станції правильною колією знаходиться на південь від платформи, а по неправильній — північніше).
Станція електрифікована з 1954 року. Пасажирське сполучення здійснюється електропоїздами серій ЕД4М, ЕД4МК, ЕР2Р, ЕР2т (напругою живлення 3000 Вольт постійного струму, призначені для експлуатації на коліях з шириною колії 1520 мм). Найдальші пункти безпересадкового сполучення (2015 рік):
- У північному напрямку: Савелово, Дубна, Желтиково.
- У південному напрямку: Бородіно, Можайськ, Кубинка-1, Звенигород, Усово.

Через станцію Лобня курсує два потяги далекого прямування: Москва — Рибінськ, двічі на тиждень і Мінськ — Архангельськ, раз на тиждень.
Час у дорозі від Савеловського вокзалу — 38-42 хвилин, від поєднаної з метро і монорейкою платформи Тимірязєвська — 32 хвилини.
З 2005 курсує Аероекспрес Савеловський вокзал — Лобня (із зупинкою Долгопрудна), час в дорозі — 25 хвилин. З 2011 року, з відкриттям безпересадкового рейсу в аеропорт Шереметьєво, маршрут втратив статус Аероекспрес і позиціюється як приміське експрес-сполучення. Обслуговується компанією «Регіон-експрес» (РЕКС), дочірньою структурою «Аероекспреса». З 19 серпня 2015 року у цього експресу перевізником стала ВАТ ЦППК. На станції зупиняється експрес Москва-Дмитров (2 пари на день).
Станція Лобня — велика залізнична станція, що забезпечує інтенсивні приміські та вантажні перевезення, в тому числі вантажоперевезення аеропорту Шереметьєво.
Послугами по вантажообігу в 2011 користуються десятки підприємств, найбільші клієнти — паливо-заправний комплекс аеропорту Шереметьєво, Центральний завод «Метал Профіль», УПТК «Спецмонтажмеханізація», Павельцевська нафтобаза.
За рік на станції Лобня вивантажується близько 24000 вагонів, що становить близько 10 відсотків роботи з вивантаження третього територіального центру Московсько-Смоленського регіону Московської залізниці. Навантаження становить близько 1000 вагонів на рік.